# Dansk Naturvidenskabsfestival
Dansk Naturvidenskabsfestival er en stor, årlig festival for grund- og gymnasieskoler i Danmark.
Formålet er at skabe begejstring for naturvidenskab og inspirere naturfagsundervisningen.
Festivalen arrangeres hvert år i uge 39 af Dansk Naturvidenskabsformidling og involverede i 2008 32% af landets grundskoler og 56% af gymnasierne.

## Eksternt link
- Dansk Naturvidenskabsfestival